# Отрадное (Западно-Казахстанская область)
Отрадное — упразднённое село в Чингирлауском районе Западно-Казахстанской области Казахстана. Входило в состав Лубенского сельского округа.

## Население
В 1999 году население села составляло 165 человек (89 мужчин и 76 женщин). По данным 2009 года, в селе не было постоянного населения.